# Psychotria linearifolia
Psychotria linearifolia är en måreväxtart som beskrevs av Cornelis Eliza Bertus Bremekamp. Psychotria linearifolia ingår i släktet Psychotria och familjen måreväxter. Inga underarter finns listade i Catalogue of Life.